# Pantaleão da Silva Pessoa
Pantaleão da Silva Pessoa GOA (Bagé, 6 de abril de 1885 — 25 de fevereiro de 1980) foi um militar e político brasileiro.

## Biografia
Iniciou a sua carreira militar na Escola Militar do Rio Pardo, no Estado do Rio Grande do Sul. Veio para o Rio de Janeiro para completar os seus estudos na escola de aspirantes (onde foi colega de Eurico Gaspar Dutra), quando conheceu a sua esposa. Casou-se em 1910, no Rio de Janeiro com Corina de Abreu Pessoa. Em 1920, estava na Escola de Aperfeiçoamento do Exército, quando conheceu e teve como seus colegas, o capitão Mascarenhas de Moraes (depois marechal) e o tenente Estilac Leal.
Foi secretário-geral da interventoria do estado do Rio de Janeiro (que se encontrava nessa condição desde a Revolução de 1930), entre junho e novembro de 1931, quando assumiu efetivamente como interventor em 5 de novembro, em substituição ao general João de Deus Mena Barreto, que solicitara demissão. Ocupou o cargo na prática até 11 de dezembro, sendo no entanto substituído no papel apenas no dia 15 do mesmo mês quando disputas de interesses entre a elite fluminense e membros do movimento tenentista acabaram por afastá-lo do cargo.
Em novembro de 1932 foi designado chefe do Estado-Maior do Governo Provisório, cargo equivalente ao do chefe do Gabinete Militar da Presidência da República (atual Gabinete de Segurança Institucional), onde acumulava também a secretaria geral do Conselho Superior de Segurança Nacional, fazendo-o até 27 de junho de 1935. A 28 de Março de 1935 foi feito Grande-Oficial da Ordem Militar de Avis de Portugal.
Em 3 de julho de 1935, foi designado para a chefia do Estado-Maior do Exército, cargo que exerceu até 26 de fevereiro de 1936..
Foi reformado compulsoriamente, em novembro de 1937, quando passou a criticar o golpe que implantou o Estado Novo, enviando uma carta ao então ministro da Guerra Eurico Gaspar Dutra.
Por ter sido um dos simpatizantes mais influentes da Ação Integralista Brasileira no governo Vargas, foi preso em 13 de maio de 1938 acusado de se reunir com os líderes do fracassado Levante Integralista (ocorrido dois dias antes). Após cinco meses numa prisão passados em um quartel da Polícia Militar do Distrito Federal, foi solto e passou a viver em uma propriedade rural em Vargem Grande até 1944.
Com a queda de Vargas, sua reforma compulsória foi anulada em maio de 1946 e ele retomou seu posto no Exército até se aposentar na década de 1950. Em 16 de setembro de 1954 foi nomeado pelo presidente Café Filho diretor da Comissão Federal de Abastecimento e Preços (Cofap). Exerceu o cargo até ser exonerado pelo presidente em 7 de março de 1955, por se recusar a aumentar os preços dos combustíveis e derivados de petróleo.
Faleceu aos 94 anos, em 25 de fevereiro de 1980, no Rio de Janeiro. Seu enterro foi acompanhado pelos ex-ministros Odílio Denys, Aurélio de Lira Tavares, pelo presidente do Senado Federal Luís Viana Filho e autoridades diversas.